# Liphyra extensa
Liphyra extensa är en fjärilsart som beskrevs av M.Gaede 1917. Liphyra extensa ingår i släktet Liphyra och familjen juvelvingar. Inga underarter finns listade i Catalogue of Life.